# Jesús Castillo Rangel
Jesús Castillo Rangel, apodado Don Chuchito (Soconusco, Chiapas; 24 de octubre de 1896-Nicolás Bravo, Othón P. Blanco, Quintana Roo; 20 de diciembre de 2017), fue un revolucionario y agricultor mexicano. Era el hombre más longevo de México con 121 años de vida hasta el momento de su muerte. Está registrado en el Archivo General de la Nación de México, lo que avala su fecha de nacimiento.

## Biografía

### Primeros años
La Revolución mexicana estalló cuando don Jesús tenía apenas 14 años. «Luché al lado de Zapata; pero los primeros días de la Revolución yo fui militar carrancista».
Formó parte de las tropas comandadas por Emiliano Zapata, demostrando su afinidad al lema «la tierra es de quien la trabaja», y convencido por las esperanzas de triunfo que transmitía el general revolucionario.

### Su vida después de la Revolución mexicana
En 1924, ya finalizada la revolución, conoció a la que sería su esposa, Fidencia Morales. Con ella tuvo dos hijos: Rodolfo y Alfredo. La persecución que emprendieron los terratenientes de la época  contra quienes habían tomado parte en el movimiento revolucionario, obligó al matrimonio a desplazarse a Concepción del Oro, una comunidad del estado de Zacatecas. Con el afán de mantenerlos a salvo, en Soconusco dejaron al cuidado de conocidos suyos a sus dos hijos, de los cuales no volvieron a saber. «Tuvimos que huir mi esposa y yo, porque a todos los que participamos en el movimiento de la revolución hasta las casas nos quemaban».
Jesús y su esposa Fidencia permanecieron en Concepción del Oro durante varios años, donde él se dedicó a cultivar la tierra. Posteriormente se mudarían a Acayucan, Veracruz. Finalmente en 1989 se establecieron de manera definitiva en Nicolás Bravo, Quintana Roo.

### Su vida en Quintana Roo
Don Chuchito, como le llaman sus vecinos, se dedicó al trabajo de la tierra hasta los 106 años de edad. En 2012 falleció su esposa Fidencia Morales tras haber vivido 91 años a su lado.
En 2015, el Instituto Nacional de las Personas Adultas Mayores (Inapam) reconoció a nivel nacional a Don Chuchito como la persona más longeva de México.
Falleció el 20 de diciembre de 2017 a la edad de 121 años en la localidad de Nicolás Bravo, municipio de Othón P. Blanco en Quintana Roo, lugar donde había residido los últimos 27 años de su vida. Al momento de su muerte, había visto el paso de tres siglos.